# 夫椒之战
夫椒之战，春秋末年周敬王二十六年（前494年）吴国大败越国的战役，事后越国沦为吴国附属国。

## 经过
檇李之战后吴王阖闾重伤而亡，死前告诫其子夫差莫忘父仇，而为了报越国杀父之仇，夫差即位後任命大夫伯嚭為太宰，三年来时刻表明自己的仇怨，时刻准备发兵越国。越国希望在吴国进攻之前发兵吴国，而范蠡告诫越王不要轻易发动战争，但越王勾践表示自己心意已决，于是发兵攻打吴国，而夫差听闻后遂发精锐五千，两军最终在夫椒交战，吴军大败越军，最终吴国攻破越国国都，勾践只能率领残众越甲五千据守会稽山上，夫差則追擊圍攻。最終吳越談和，雖然伍子胥極力主張滅亡越國，但因為勾踐派遣文種賄賂伯嚭，夫差在伯嚭建議下最終同意保全越國。兩國退兵以後，吳不告慶，越不告敗。